# Кировка (Башкортостан)
Кировка (баш. ?) — деревня в Нуримановском районе Республики Башкортостан Российской Федерации. Входит в состав Красноключевского сельсовета.

## География

### Географическое положение
Расположена на правом берегу реки Уфа напротив западного края посёлка Красный Ключ, в 5,5 км к юго-востоку от Павловки, в 22 км к северу от Красной Горки (райцентр) и в 75 км к северо-востоку от Уфы. Вытянута вдоль берега между лесом и рекой.
Имеется грунтовая подъездная дорога от автодороги Павловка — Уфа со стороны Павловской ГЭС (через лес). Расстояние по автодорогам: Красный Ключ — 22 км, Красная Горка — 49 км.

## История
Образована в октябре 2010 года. Закон Республики Башкортостан от 29.09.2010 г. № 306-з «Об образовании географических объектов в Нуримановском районе Республики Башкортостан» (принят Государственным Собранием — Курултаем РБ 23.09.2010) гласит:

1. Образовать в Красноключевском сельсовете Нуримановского района Республики Башкортостан географические объекты населенные пункты «Кировка», «Пушкино».
2. Установить вновь образованным населенным пунктам тип поселения — деревня.

Неофициально деревня заселена давно — в поселке Верхняя Кировка жили строители и эксплуатационники Павловской ГЭС и Полянского ЛПУ, лесосплавной конторы и других предприятий, расположенных на территории Павловского поссовета. Сейчас большинство населения составляют те же газовики, энергетики и сплавщики, но уже в статусе пенсионеров. Часть из них выехала из поселка, и их дома выкупили уфимцы или павловчане, которых здесь называют дачниками.

## Население
| 2010 | 2017 |
| ---- | ---- |
| 0    | →0   |